# Krzysztof Czereyski
Krzysztof Janusz Czereyski (ur. 12 lutego 1938 w Koniecborze, zm. 28 grudnia 2019) – polski lekarz i polityk, poseł na Sejm X kadencji.

## Życiorys
W 1961 ukończył studia w Akademii Medycznej w Warszawie, uzyskując tytuł naukowy lekarza medycyny. Pracował kolejno w szpitalu wojewódzkim w Warszawie, Garnizonowym Wojskowym Szpitalu Lotniczym w Dęblinie, szpitalach miejskich w Pruszkowie i Milanówku, następnie zaś jako chirurg w szpitalu w Rabce-Zdroju.
Należał do Stronnictwa Demokratycznego, był wiceprzewodniczącym miejskiego komitetu SD w Rabce oraz członkiem prezydium wojewódzkiego komitetu w Nowym Sączu. W 1989 uzyskał mandat posła na Sejm kontraktowy w okręgu nowotarskim. Zasiadał w Komisji Zdrowia, Komisji Polityki Społecznej oraz w Komisji Nadzwyczajnej do rozpatrzenia projektów ustaw związanych ze stabilizacją gospodarczą oraz zmianami systemowymi. W 1991 nie ubiegał się o reelekcję, powracając do pracy zawodowej.
Odznaczony Złotym Krzyżem Zasługi.
Pochowany na cmentarzu komunalnym w Rabce-Zdroju.